# Selwerderdiepje
Le Selwerderdiepje est une rivière néerlandaise de la province de Groningue.
Cette rivière correspond à une partie de l'ancien cours inférieur de la Hunze, entre l'actuel Winschoterdiep, Damsterdiep et Reitdiep. Il tirait son nom de l'ancien monastère de Selwerd, situé autrefois près du confluent de la Hunze et du Drentsche Aa.
Il ne subsiste que trois tronçon de la rivière : deux cours d'eau dans la ville de Groningue, un entre les quartiers de De Hunze et Van Starkenborgh, l'autre le long du cimetière Selwerderhof. Le plus grand tronçon restant est situé au sud d'Adorp, où il partage une partie de la vallée du Reitdiep, jusqu'à se jeter dans celui-ci à Wierumerschouw. Le cours primitif touchait le village d'Adorp, mais celui-ci a été barré et dévié dès 1364.
Depuis 1469, quand la Hunze a été dévié via la ville de Groningue, par notamment le Schuitendiep, le Selwerderdiepje a perdu tout intérêt pour la navigation et pour l'évacuation des eaux.

## Source
- (nl) Cet article est partiellement ou en totalité issu de l’article de Wikipédia en néerlandais intitulé « Selwerderdiepje » (voir la liste des auteurs).